# Peucedanum medicum
Peucedanum medicum är en flockblommig växtart som beskrevs av Stephen Troyte Dunn. Peucedanum medicum ingår i släktet siljor, och familjen flockblommiga växter.

## Underarter
Arten delas in i följande underarter:
- P. m. gracile
- P. m. medicum